# Brundorfer Moor
Das Brundorfer Moor ist ein Naturschutzgebiet in der niedersächsischen Gemeinde Schwanewede im Landkreis Osterholz.

## Allgemeines
Das Naturschutzgebiet ist circa 11,2 Hektar groß. Es ist deckungsgleich mit dem gleichnamigen FFH-Gebiet. Nach Norden grenzt es an das Landschaftsschutzgebiet „Schmidts Kiefern und Heidhof“. Das Gebiet steht seit dem 7. März 2019 unter Naturschutz. Zuständige untere Naturschutzbehörde ist der Landkreis Osterholz.

## Beschreibung
Das Naturschutzgebiet liegt nordöstlich von Schwanewede am Rand eines ausgedehnten Waldgebietes. Es stellt ein ebenfalls bewaldetes Gebiet unter Schutz, in das zwei Moorschlatts eingebettet sind. Der die Moorschlatts umgebende Wald wird aus Birken- und Kiefernbruchwald, Eichenmischwald sowie Kiefern- und Nadelholzforsten gebildet, die überwiegend forstwirtschaftlich genutzt werden.
Die beiden Moorschlatts sind durch frühere Entwässerung und Abtorfung verändert, konnten sich danach aber hervorragend regenerieren und sind naturnah ausgebildet. Sie verfügen über Wollgras-Torfmoos-Schwingrasen. Am westlichen der beiden Schlatts mit einem kleinen Kolk sind Bult-Schlenken-Gesellschaften ausgebildet. Er ist von Bruchwald umgeben, in dem kleine Handtorfstiche liegen, die vollständig regeneriert sind. Der östliche der beiden Schlatts weist Moorschlenken auf. An den Schlatt grenzen Moor- und Sumpfheide mit Glockenheide.
Die Moorschlatts im Naturschutzgebiet sind Lebensraum seltener Moorvegetation. Hier sind verschiedene Libellen heimisch, unter anderem Großer Moosjungfer und Scharlachlibelle.
Das Naturschutzgebiet wird von der Ökologischen Station der Arbeitsgemeinschaft Biologische Station Osterholz e. V. (BioS) betreut. Es wird im Norden von einem Weg begrenzt, an den sich wie auch nach Osten weitere Waldgesellschaften anschließen. Nach Süden und Westen grenzt das Naturschutzgebiet an landwirtschaftliche Nutzflächen.